# Appendix Probi
L'Appendix Probi est une source majeure pour la connaissance du latin tardif (postérieur au Ier siècle), c'est-à-dire postclassique. Il s'agit en effet d'une liste de mots du latin classique, accompagnés de leur équivalent en bas latin. Rédigée aux alentours du IVe siècle, elle se lit à la fin d'un manuscrit palimpseste du VIIe siècle ou du VIIIe siècle contenant un exemplaire des Instituta artium attribués au grammairien Valerius Probus, mais c'est peut-être l'œuvre d'un professeur ou d'une école du IIIe siècle copiée et remaniée à plusieurs reprises.
Ce document, qui énumère les erreurs commises couramment dans la graphie de divers mots du latin classique, offre un intérêt considérable en mettant en évidence les évolutions de la prononciation qui ont conduit du latin aux langues romanes. Il a la forme d'une liste de 227 paires de mots réparties en deux colonnes : dans celle de gauche, figurent les formes du latin classique ; en face, dans celle de droite, les formes, présentées comme incorrectes, du latin parlé à l'époque où le document a été rédigé. On peut ainsi se faire une idée des différences existant dans l'Antiquité tardive entre les formes écrites et les formes orales correspondantes. Par exemple, le mot qui s'écrit speculum en latin classique se prononce en latin tardif speclum (et même /sp'ɛ:klə//car le -m final des désinences en -um et en -em s'était amuï depuis trois siècles).
Exemples :
| Appendix Probi           | Appendix Probi               | Commentaires |
| Forme classique (écrite) | Forme post-classique (orale) | Commentaires |
| ------------------------ | ---------------------------- | --- |
| speculum                 | speclum                      | italien specchio, « miroir » — dans la forme post-classique, chute du premier u (non accentué) de speculum. |
| columna                  | colomna                      | italien colonna, « colonne ». |
| calida                   | calda                        | italien calda, « chaude » — dans la forme post-classique, chute du i (non accentué) de calida. |
| auris                    | oricla                       | italien orecchia, « oreille(s) » — la forme post-classique oricla dérive de la forme classique auricula, diminutif de la forme classique auris : la diphtongue au de auricula s'est réduite en o et le u inaccentué est tombé. |

Pour l'étude des langues romanes, la connaissance du latin tardif est bien plus utile que celle du latin classique car c'est à partir des formes orales du latin et non des formes écrites que ces langues se sont formées.